# 龙山乡 (铁岭市)
龙山乡，是中华人民共和国辽宁省铁岭市银州区下辖的一个乡镇级行政单位。

## 行政区划
龙山乡下辖以下地区：
英城子村、柴河沿西村、柴河沿东村、地运所村、牛岗子村、七里屯村、后八里村、前八里村、东辽海屯村、园艺村、辽海屯村和西辽海屯村。